# Juan de Flandes

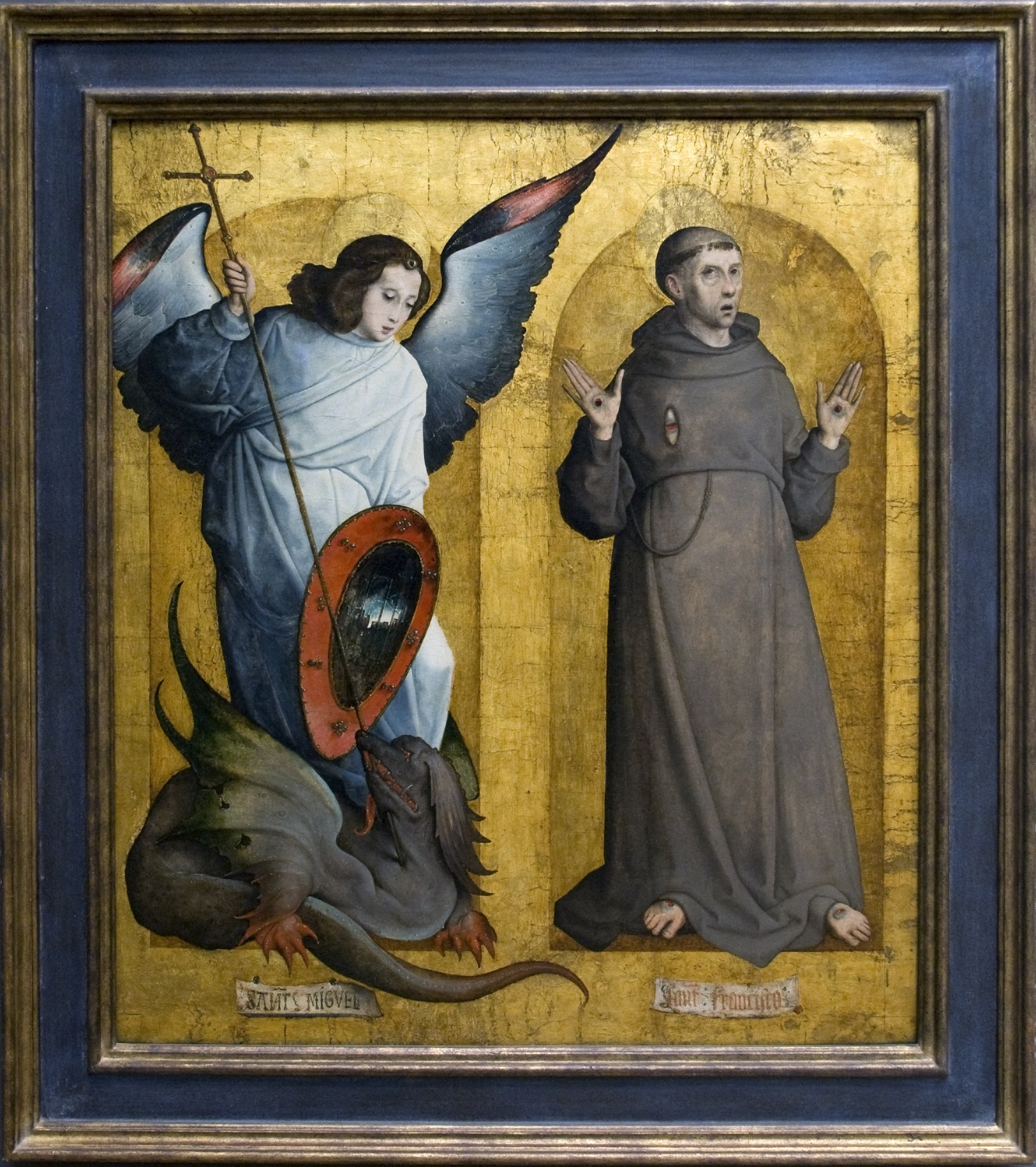
Szent Mihály és Szent Ferenc

Juan de Flandes (Flandria, kb. 1460 – Palencia, 1519) (Flandriai János) korai németalföldi festő, Spanyolországban tevékenykedett 1496 és 1519 között.	
Flandriában született, és minden bizonnyal ott is tanult, majd I. Izabella kasztíliai királynő udvari festője lett. Sok kitűnő portrét készített a királyi család tagjairól reneszánsz stílusban.
Izabella halála után, 1504-től  egyházi festői munkát végzett spanyol templomok számára. Fennmaradt munkáinak nagyobb része ebből a korszakából származik.
Szent Mihály és Szent Ferenc című képe (jobbra) valószínűleg egy összetett oltárkép része lehetett, amelyet 1505-ben rendeltek meg a festőtől a salamancai egyetem számára. Az egész tabló szobrokat és festményeket kombinált, ezért a festő ennek a táblának az alakjait arany „fülkébe” helyezte. A festmény kitűnő példája az északi stílus spanyol környezetben történő alkalmazásának.

## Galéria

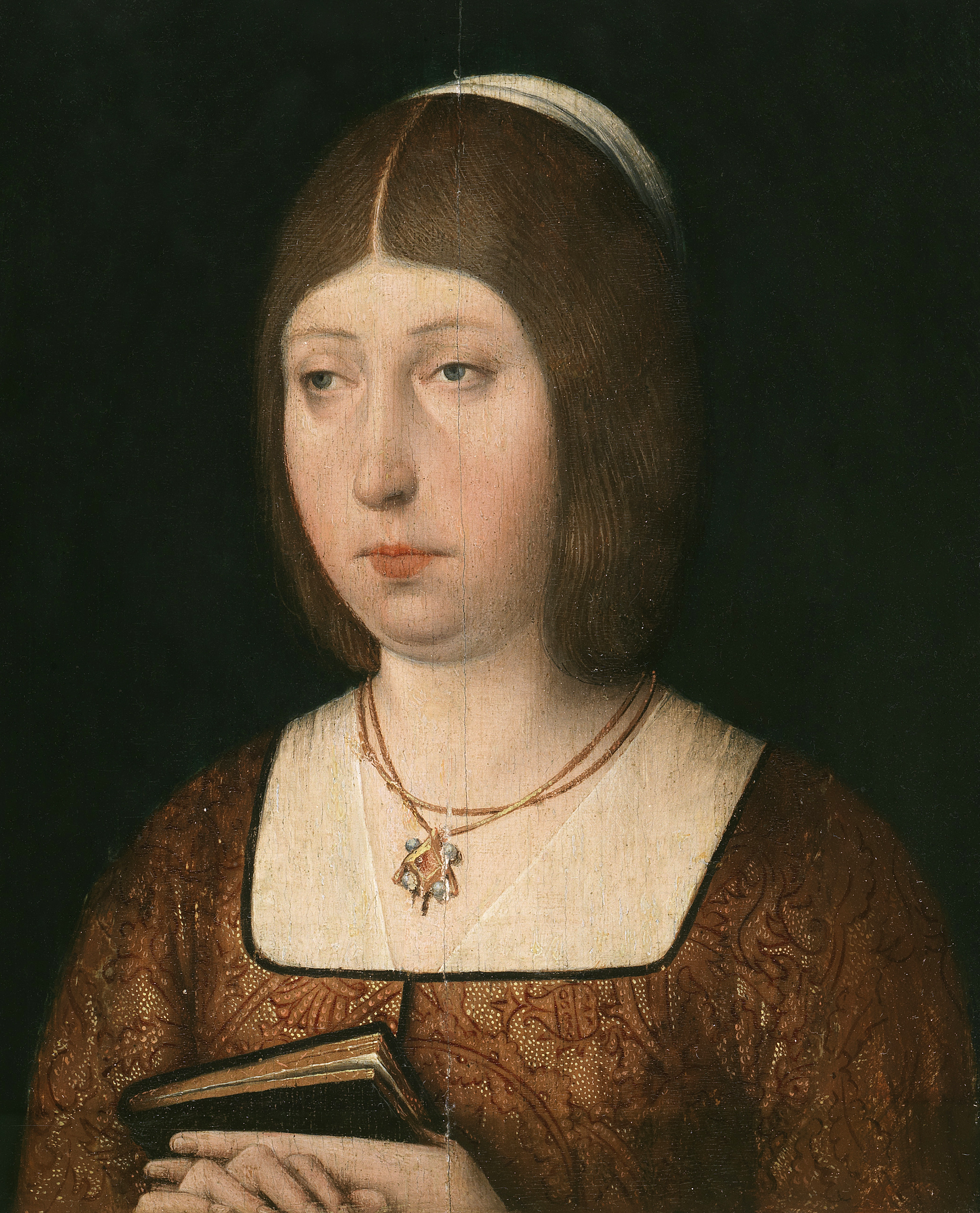
I. Izabella
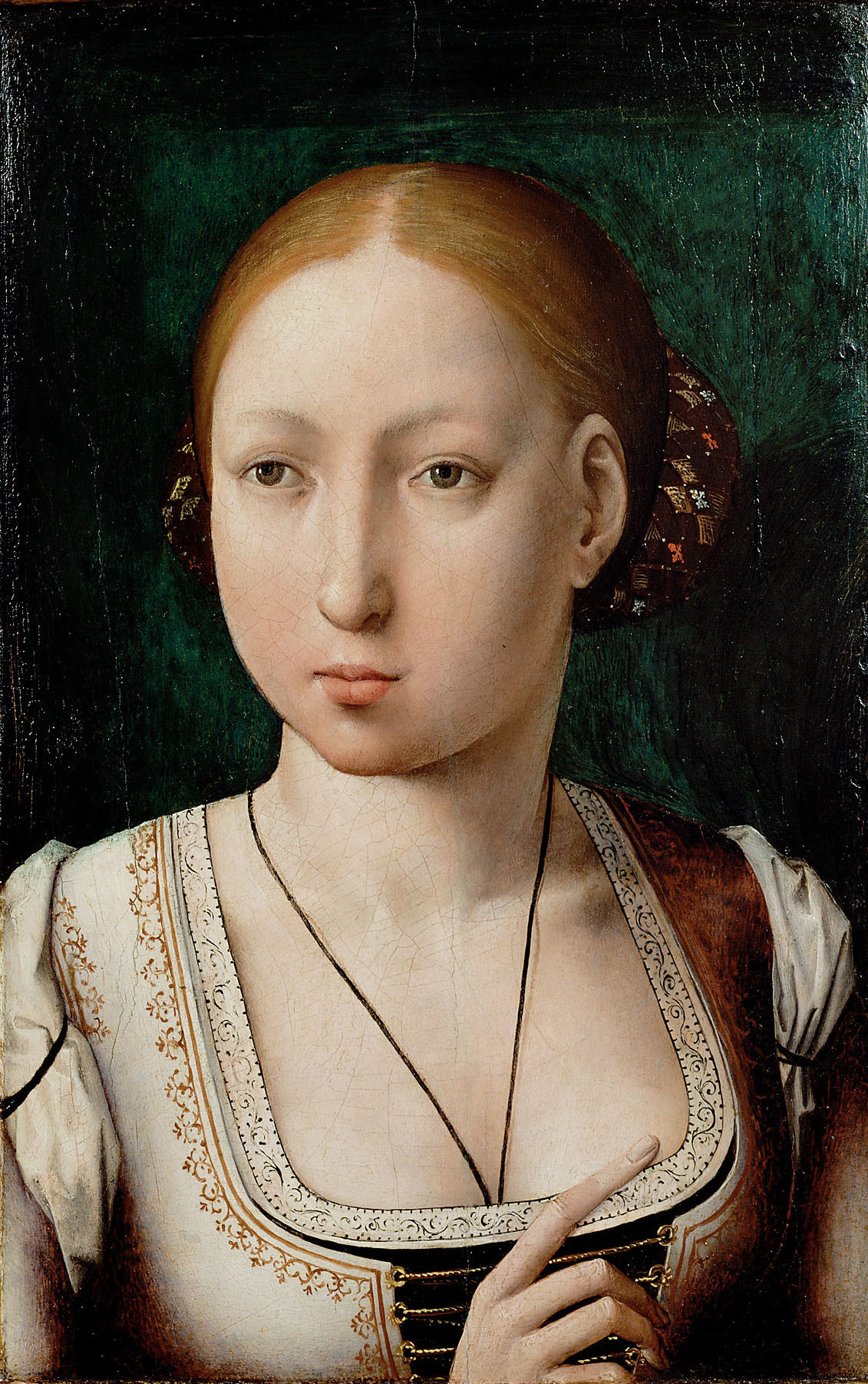
Őrült Johanna
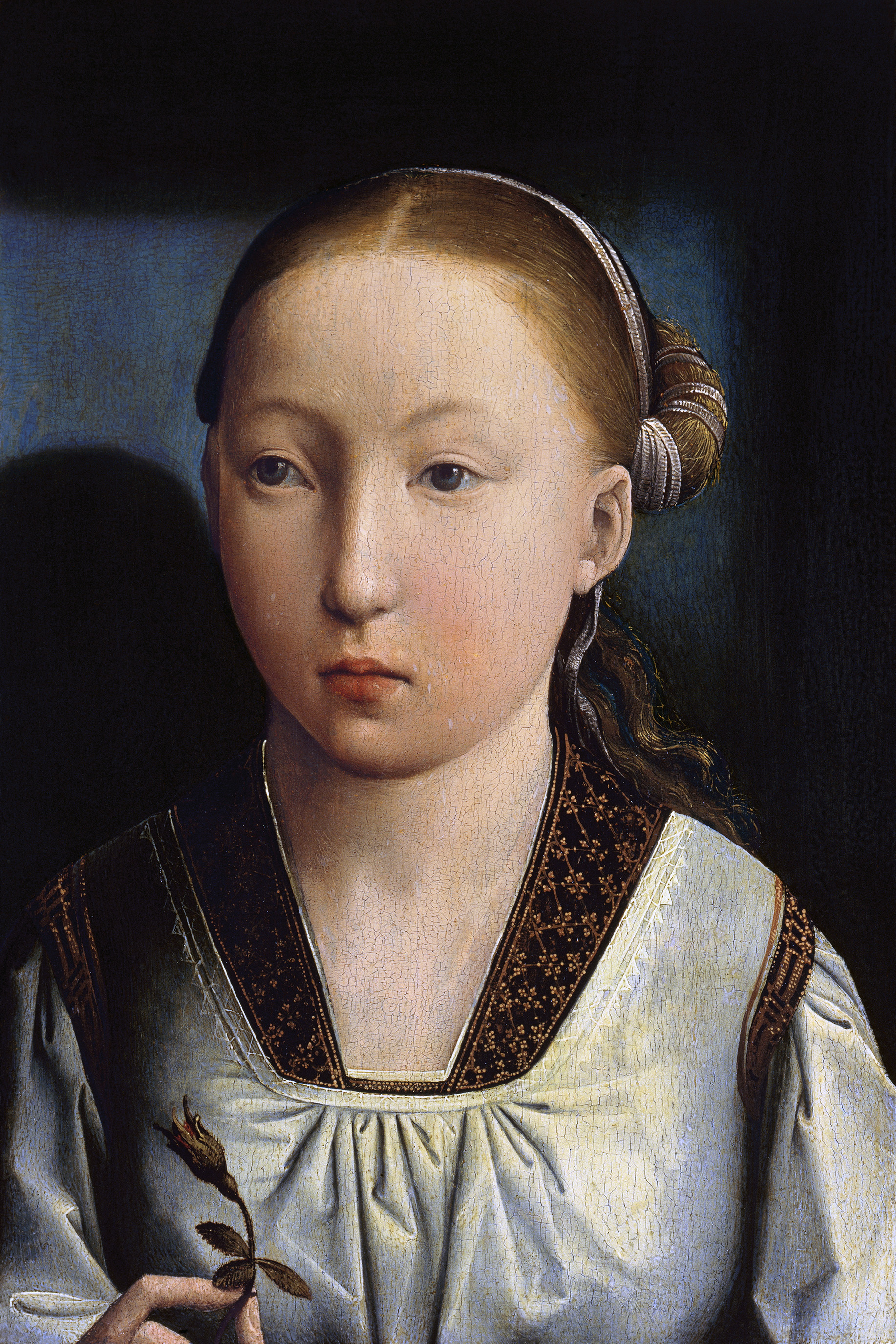
Aragóniai Katalin
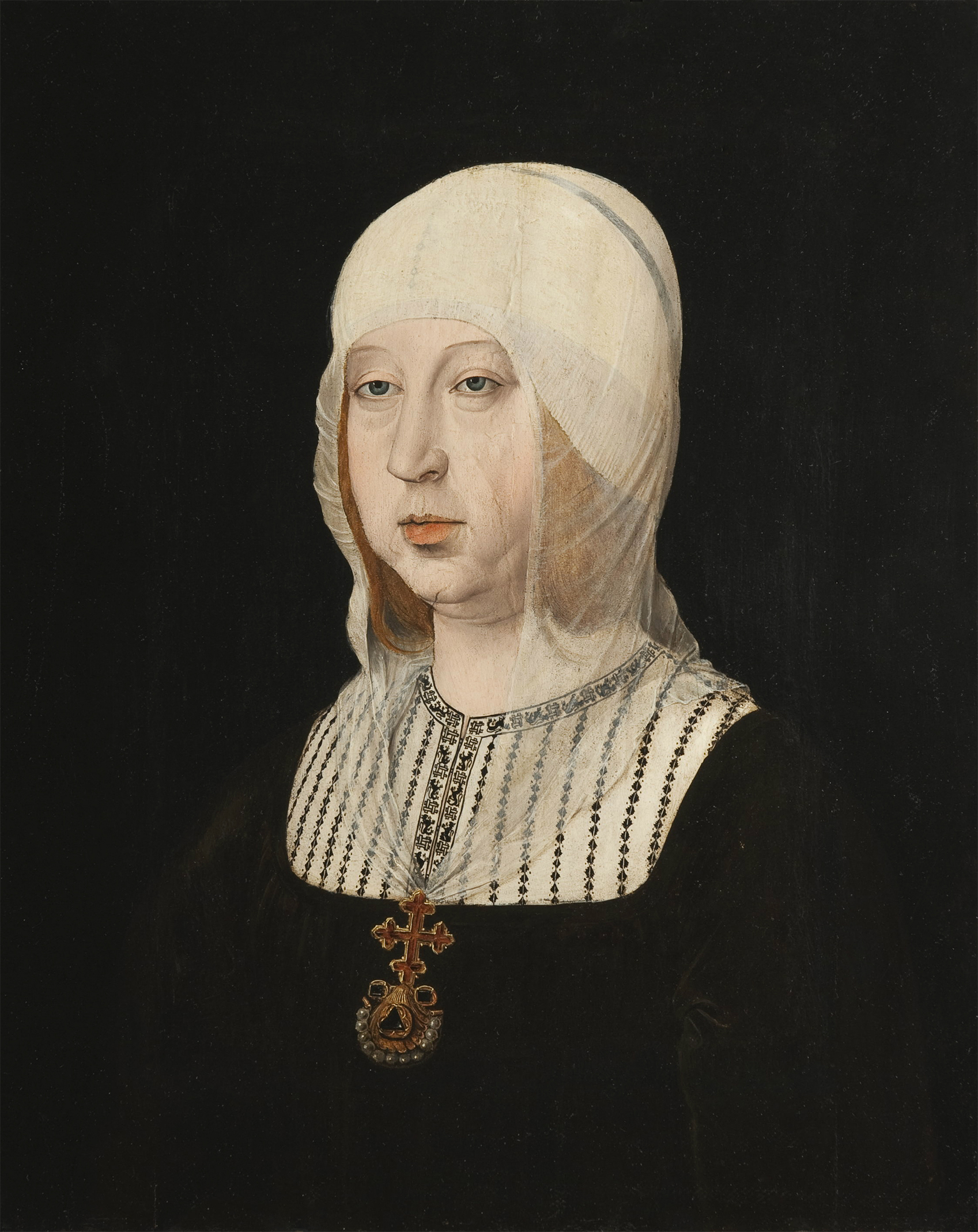
I. Izabella idősebb korában
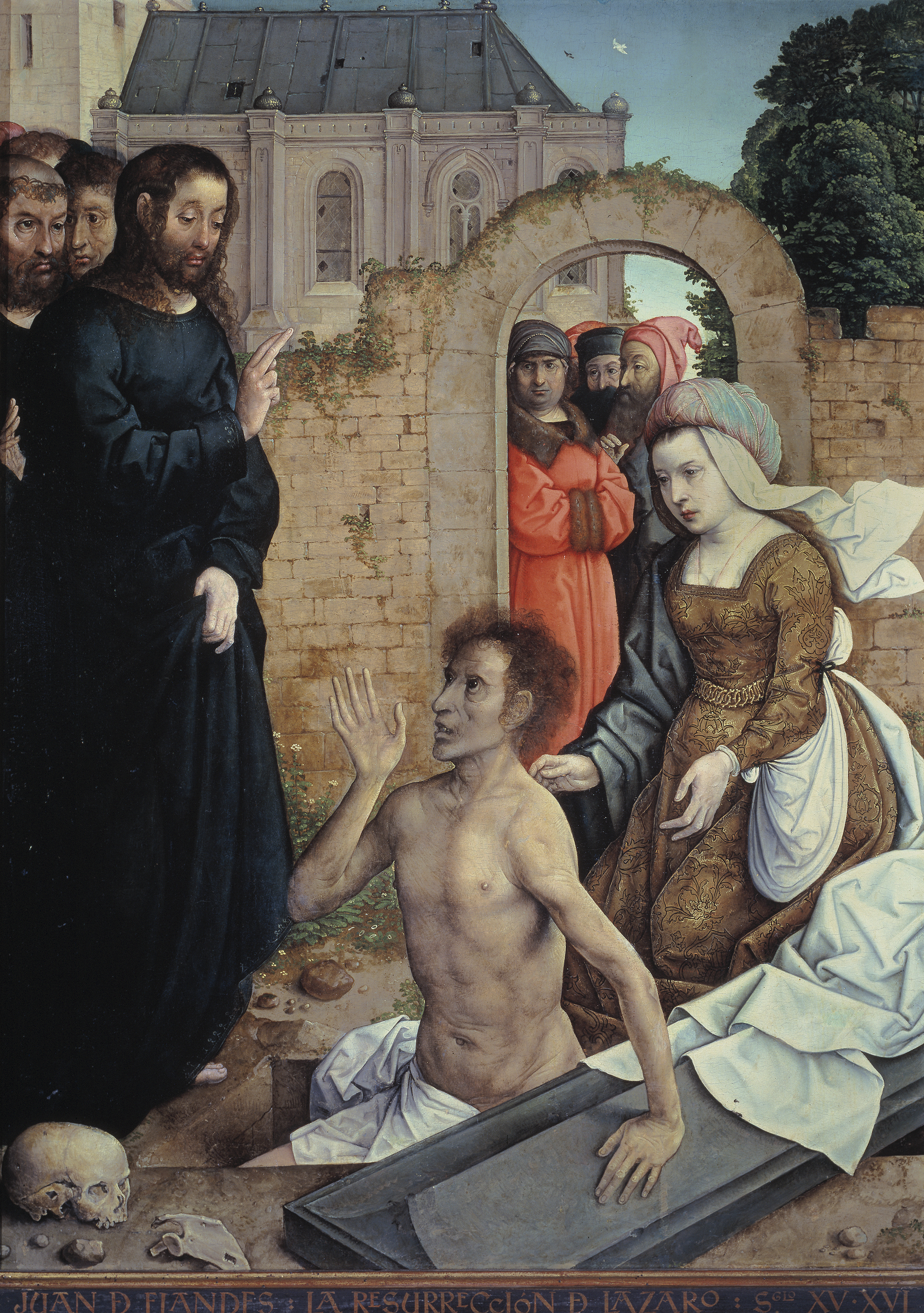
Lázár feltámadása
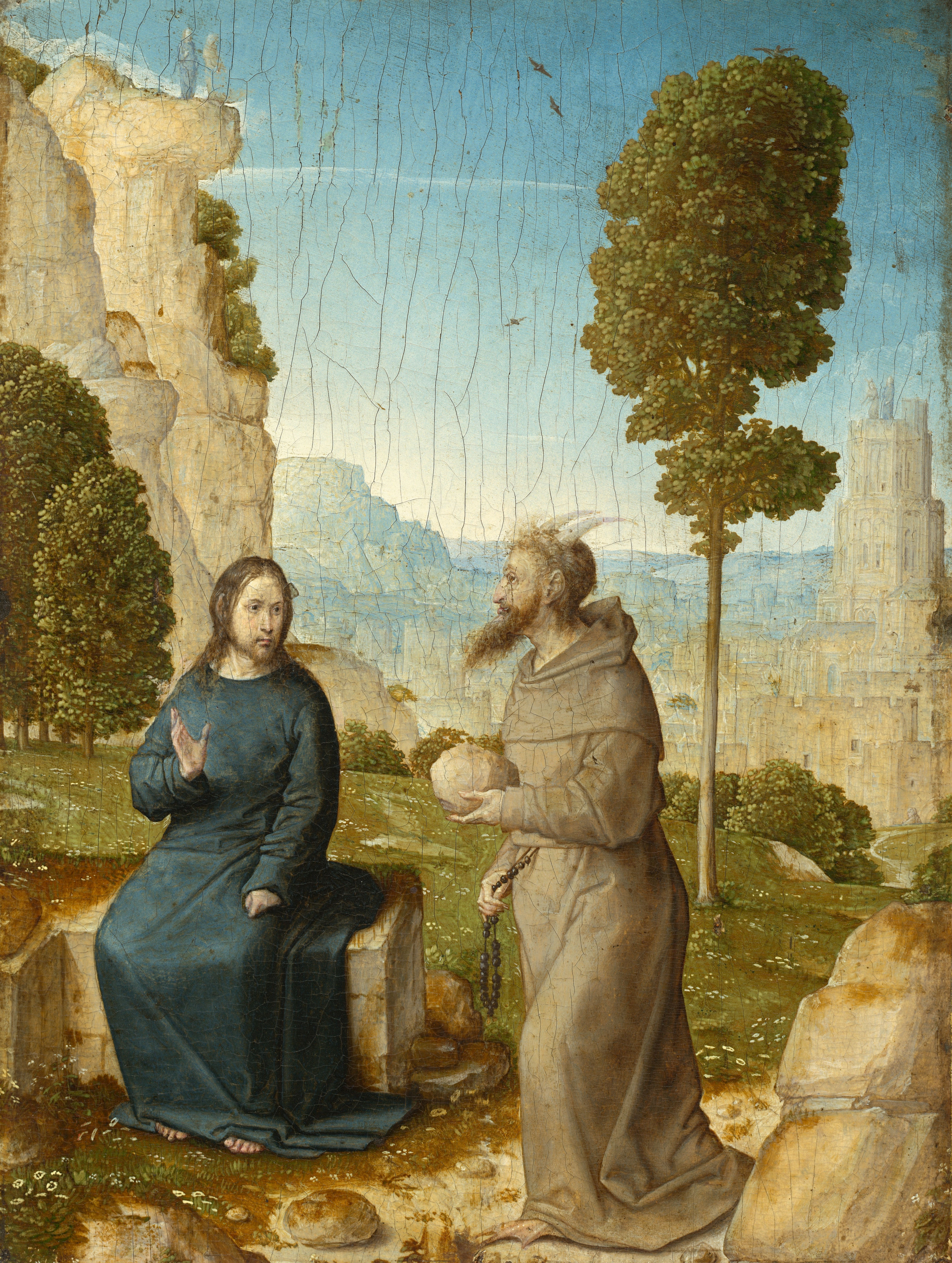
Krisztus megkísértése a vadonban